# 福山苔旌介殼蟲
福山苔旌介殼蟲（学名：Ortheziola fusiana）为旌介殼蟲科苔旌介殼蟲屬下的一个种。